# 傅培梅時間
《傅培梅時間》，是臺灣電視公司一個前期為現場直播、後期為錄影播出的烹飪節目，傅培梅製作，是台灣電視史上第一個非綜藝或新聞性的直播節目，也是台灣第一個烹飪節目，於1962年10月30日開播、2002年停播，播出時段為每天16:30～17:00或17:20，1990年代曾改為塊狀節目，於每星期二早上播出。
傅培梅在《傅培梅時間》的首道料理，是「松鼠黃魚」。因為第一次主持卻忘了自備菜刀，傅培梅向製作單位借了一把鈍到連魚頭也無法剁掉的菜刀。結果在節目時間不足的情況下，傅培梅草草結束了畢生的處女主持。
《傅培梅時間》曾以多個節目名稱呈現，曾名《每周一菜》（1963年4月3日至1965年10月）、《星期餐點》（1963年8月至1965年10月）、《家庭食譜》（1965年10月開播，是由《每周一菜》與《星期餐點》合併而成）以及《幸福家庭》等。
節目名稱為《家庭食譜》期間曾獲得第13屆金鐘獎社會建設服務節目獎。
2004年9月25日16:30～17:00，台視主頻播出傅培梅逝世特別節目《傅培梅紀念專輯》，台視新聞部企編中心製作，劉孟竹主持，林益如主述，收錄《傅培梅時間》片段。
2006年5月2日，台視家庭台改版，加強「健康運動」、「電視教學」、「烹飪廚藝」、「兒童節目」與「益智競賽」等五大主題的節目內容，其中「烹飪廚藝」以《傅培梅時間》為主。
YouTube「台視官方頻道」提供《傅培梅時間》台視官方精華版，一則影片一至二道菜。

## 歷代主持
- 第一任：傅培梅。（1962年10月30日～1975年）
- 第二任：傅培梅、程安琪。（1975年～2002年）

## 外部連結
- YouTube上的傅培梅時間－想起媽媽的好味道播放列表